# Prefontaine Classic 2010
Prefontaine Classic 2010 byl lehkoatletický mítink, který se konal 3. července 2010 v americkém městě Eugene. Byl součástí série mítinků Diamantové ligy 2010.

## Výsledky
- Archiv výsledků zde [1]

### Muži
| Disciplína     | 1. místo                   | 2. místo                   | 3. místo                     |
| 200 m          | Walter Dix 19,72           | Tyson Gay 19,76            | Ryan Bailey 20,17            |
| 1500 m         | Asbel Kiprop 3:49,75       | Amine Laâlou 3:50,22       | Mekonnen Gebremedhin 3:50,68 |
| 5000 m         | Tariku Bekele 12:58,93     | Dejen Gebremeskel 12:59,30 | Imane Merga 13:00,18         |
| 110 m překážek | David Oliver 12,90         | Ryan Wilson 13,16          | Ronnie Ash 13,19             |
| Skok daleký    | Irving Saladino 846 cm     | Dwight Phillips 841 cm     | Li Jinzhe 829 cm             |
| Vrh koulí      | Christian Cantwell 22,41 m | Dylan Armstrong 21,33 m    | Adam Nelson 21,16 m          |
| Hod diskem     | Piotr Małachowski 67,66 m  | Zoltán Kővágó 67,55 m      | Jason Young 66,95 m          |

### Ženy
| Disciplína      | 1. místo                            | 2. místo                   | 3. místo                                |
| 100 m           | Veronica Campbellová-Brownová 10,78 | Carmelita Jeterová 10,83   | Lashauntea Moore 10,99                  |
| 400 m           | Allyson Felixová 50,27              | Amantle Montshoová 50,30   | Shericka Williamsová 50,31              |
| 800 m           | Marija Savinovová 1:57,56           | Nancy Langat 1:57,75       | Janeth Jepkosgei 1:57,84                |
| 400 m překážek  | Lashinda Demusová 53,03             | Kaliese Spencerová 53,78   | Josanne Lucas 55,08                     |
| 3000 m překážek | Milcah Chemos Cheywaová 9:26,70     | Marta Domínguezová 9:29,61 | Sofia Assefaová 9:30,05                 |
| Skok o tyči     | Fabiana Murerová 458 cm             | Anna Rogowská 458 cm       | Julija Golubčikovová Lacy Janson 448 cm |
| Trojskok        | Nadieżda Alechina 14,62 m           | Olga Rypakovová 14,45 m    | Erica McLain 14,33 m                    |
| Hod oštěpem     | Kara Patterson 65,90 m              | Martina Ratej 64,40 m      | Barbora Špotáková 61,12 m               |